# Leptotes hoffmannsegii
Leptotes hoffmannsegii är en fjärilsart som beskrevs av Philipp Christoph Zeller 1850. Leptotes hoffmannsegii ingår i släktet Leptotes och familjen juvelvingar. Inga underarter finns listade i Catalogue of Life.